# Croton antae
Espèce
Croton antae est une espèce de plantes à fleurs du genre Croton et de la famille des Euphorbiaceae, présente à l'Ouest de la Nouvelle-Guinée.